# Trimble
Trimble Navigation, Ltd. - американська компанія-виробник геодезичного обладнання, найбільш відома як виробник GPS-приймачів, лазерних далекомірів та інерційних навігаційних систем. Штаб-квартира знаходиться у Саннівейлі, Каліфорнія (США). Компанія найбільш відома у галузях геодезії, будівництва, сільського господарства, наукового приладобудування та диспетчерських систем для автомобільного і морського транспорту.
У 2011 році у компанії було понад 5,3 тис. співробітників у понад 30 країнах світу, приблизно 54% з них працювали за межами США. Пост CEO компанії з 1999 року займає Стів Берглунд.
Trimble розвиває чотири основних напрямки діяльності: розробка інструментів та обладнання, польові вимірювання, мобільні вимірювання та розробка програмного забезпечення. З 1999 року валовий дохід компанії зріс з $270 мільйонів до $1,64 мільярда у 2011 році.
Акції компанії котируються NASDAQ, яка оцінює Trimble у $6,88 мільярдів станом на квітень 2012 року.

## Історія

### 1978-1990
Компанія була заснована у 1978 році Чарльзом Трімблом та двома партнерами з Hewlett-Packard та відкрила офіс у старому кінотеатрі містечка Лос Альтос, Каліфорнія у силіконовій долині. З самого початку компанія зосередилась на розвитку систем просторового орієнтування та навігації.
Спочатку Trimble будували свої продукти на основі технології LORAN, наземній системі навігації, локації і таймінгу у прибережних водах США, та фокусував свої продукти на ринку морської навігації. Одночасно в США почала свій розвиток Система Глобального Позиціонування  - Global Positioning System (GPS) , як технологія подвійного використання.
Компанія почала зосерджувати ресурси на освоєнні і розширенні можливостей GPS, таким чином, стала ініціатором використання GPS для комерційних цілей, а також військового використання нових технологій. У 1982 році Trimble почав розробляти продукти, які уряд США використав у нових, щойно запущених GPS супутниках. У 1984 році Trimble представила перші у світі комерційний науково-дослідні і прикладні геодезичні продукти на основі GPS для нафтових бурових бригад на морських платформах.
З 1984 по 1988 рік, Trimble значно збільшує своє сімейство продуктів для науково-дослідних цілей, а також на ринку морської навігації. У наступні два роки відбулося вибухове зростання кількості патентів США та інших країн, отриманих Trimble за досягнення в області GPS та інших технологіях.
У 1989 році Trimble став власником підрозділу навігаційних систем корпорації TAU і почав розробляти технологію диференційної корекції GPS (DGPS) для забезпечення підвищеної точності для ринку управління флотом. Trimble також просунулися вперед на нові ринки в 1990 році, придбавши новозеландську компанію Datacom Software Research Ltd, що дозволило Trimble запропонувати нові програмні продукти для геодезії і картографії.

### 1991-1998
У 1992 році Trimble розробила технологію кінематики у реальному часі (RTK), що дозволяє геодезистам в полі отримувати диференційні поправки та виконувати GPS оновлення «на ходу». Для геодезистів це був революційний крок; GPS обладнання тепер дозволило їм робити топографічну зйомку, розбивки, збору даних для географічної інформаційної систем (ГІС), а також виконавчу зйомку будівель в режимі реального часу.

## Галерея

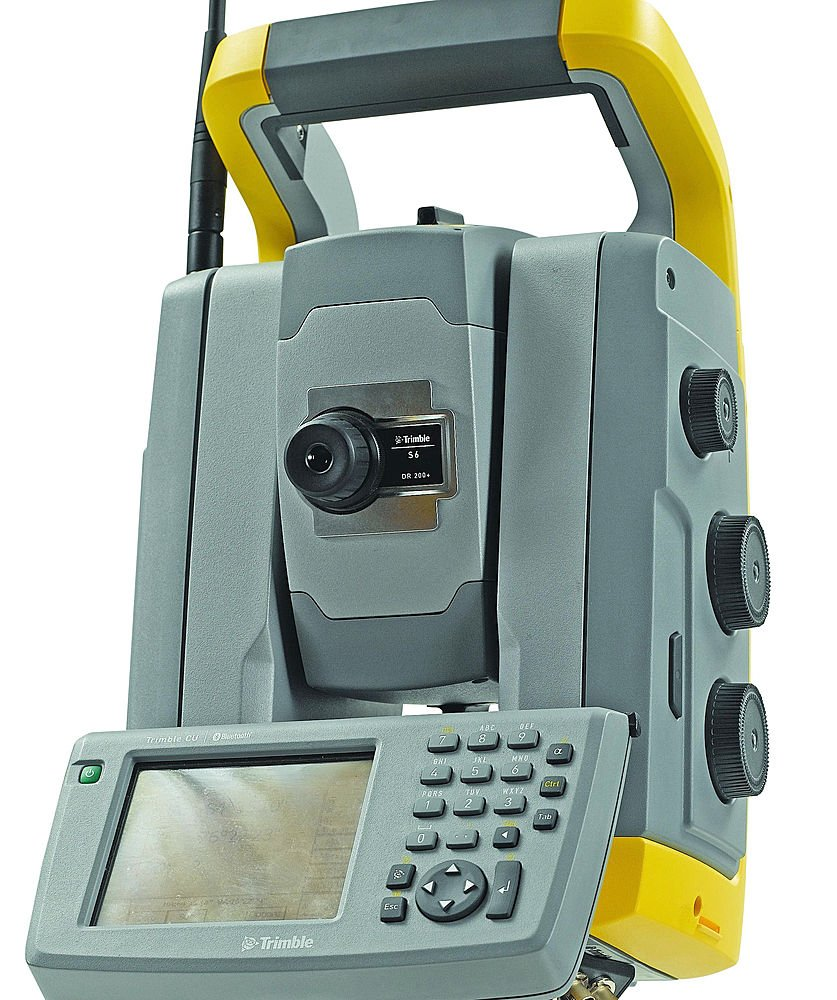
Роботизований тахеометр Trimble
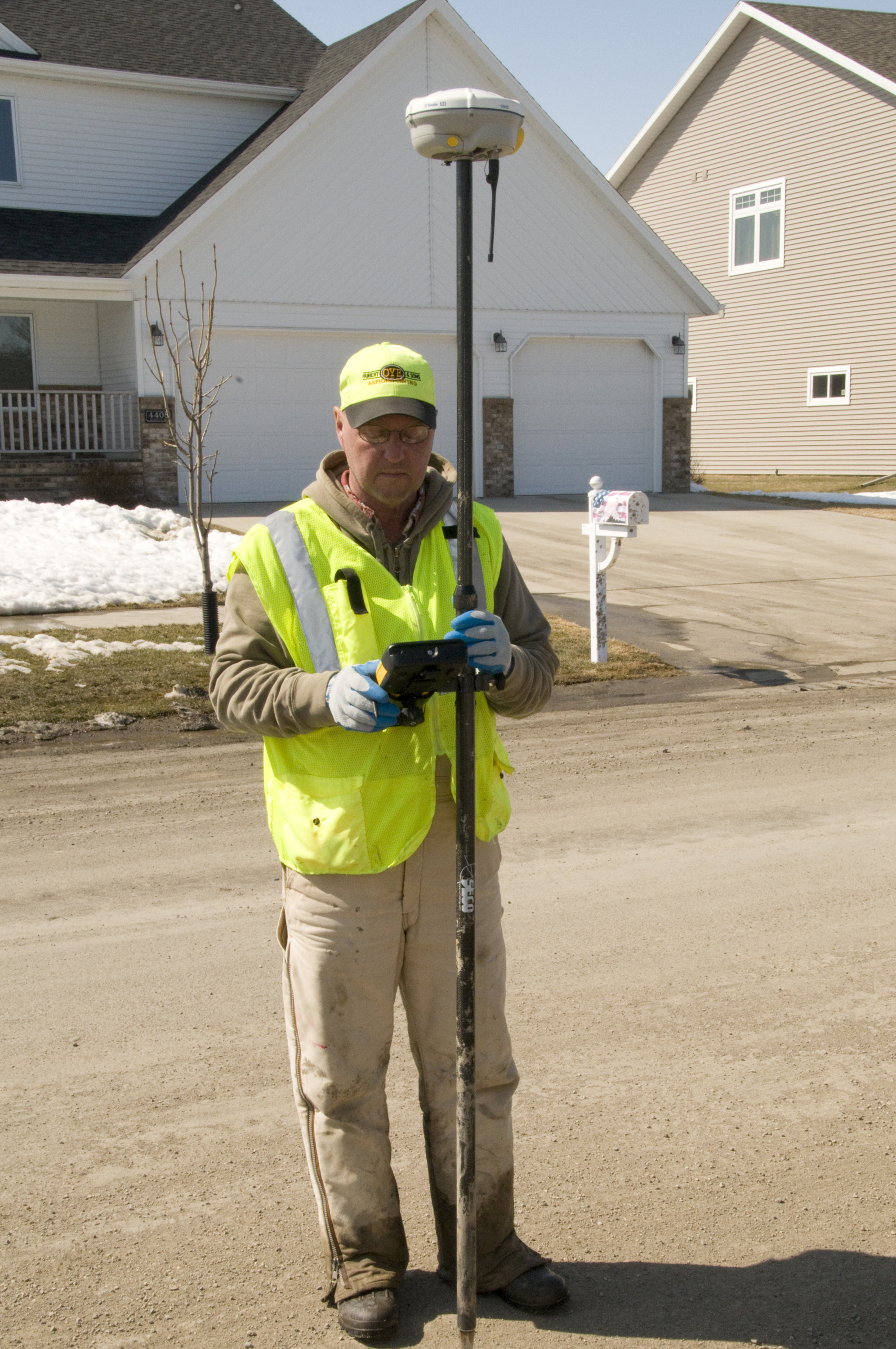
GPS-приймач Trimble серії 5800 в роботі